# یواس‌اس مایو (دی‌دی-۴۲۲)
یواس‌اس مایو (دی‌دی-۴۲۲) (به انگلیسی: USS Mayo (DD-422)) یک کشتی بود که طول آن ۳۷۴ فوت ۴ اینچ (۱۱۴٫۱۰ متر) بود. این کشتی در سال ۱۹۴۰ ساخته شد.